# GRIN (azienda)
GRIN è stata un'azienda svedese dedita allo sviluppo di videogiochi, fondata nel 1997 dai fratelli Bo Andersson e Ulf Andersson e fallita nel 2009.

## Storia
Fondata nel settembre del 1997 dai fratelli Bo Andersson e Ulf Andersson, GRIN ottenne sùbito notorietà grazie allo sviluppo di un simulatore di guida intitolato Ballistics; questo fu il primo videogioco dell'epoca ad utilizzare la tecnologia pixel-shaders.
Tra il 2006 e il 2007, l'azienda realizzò due capitoli della serie Ghost Recon (Advanced Warfighter e Advanced Warfighter 2) per conto di Ubisoft. Nel marzo del 2009 pubblicò Wanted: Weapons of Fate e Terminator: Salvation, basati sugli omonimi film, mentre a maggio fu il turno del reboot di Bionic Commando.
Nel novembre del 2008 GRIN ricevette da Square Enix la richiesta di sviluppare uno spin-off della celebre saga di Final Fantasy, provvisoriamente intitolato Fortress, ma il progetto fu abbandonato dopo circa sei mesi a causa della scarsa qualità del lavoro effettuato dall'azienda fino a quel momento; tutto ciò portò ad una profonda crisi finanziaria che costrinse GRIN a dichiarare bancarotta nell'agosto del 2009.

## Videogiochi
| Anno | Titolo                             | Genere                      | Piattaforma/e                    |
| ---- | ---------------------------------- | --------------------------- | -------------------------------- |
| 2001 | Ballistics                         | Simulatore di guida         | Windows                          |
| 2003 | Bandits: Phoenix Rising            | Simulatore di guida         | Windows                          |
| 2006 | Ghost Recon: Advanced Warfighter   | Sparatutto tattico          | Windows                          |
| 2007 | Ghost Recon: Advanced Warfighter 2 | Sparatutto tattico          | Windows                          |
| 2008 | Bionic Commando Rearmed            | Piattaforme                 | Windows, PlayStation 3, Xbox 360 |
| 2009 | Wanted: Weapons of Fate            | Sparatutto in terza persona | Windows, PlayStation 3, Xbox 360 |
| 2009 | Terminator: Salvation              | Sparatutto in terza persona | Windows, PlayStation 3, Xbox 360 |
| 2009 | Bionic Commando                    | Avventura dinamica          | Windows, PlayStation 3, Xbox 360 |